# Papara
Papara è un comune della Polinesia francese nell'isola di Tahiti nelle Isole del Vento.
Nel suo comune si trova la spiaggia più lunga di Tahiti (una dozzina di chilometri).

## Monumenti e luoghi d'interesse
- L'antica Marae de Mahaiatea, una piramide a gradoni costruita nel 1766-1768
- La fonte Pape Mato, una sorgente famosa
- La spiaggia di Taharuu
- La laguna di Papara
- La cascata Opiriroa
- Taharuu, il secondo fiume di Tahiti